# Azerbajdžanski stolp
Azerbajdžanski stolp (azerbajdžansko Azərbaycan Qala) je načrtovani, 1050 metrov visok nebotičnik, ki naj bi zgradili na Hazarskih otokih, 25 kilometrov južno od Bakuja v Azerbajdžanu.
Predsednik skupine Avesta, Ibrahim Ibrahimov, je zatrdil, da je možna celo višina do 1257 metrov z 189 nadstropji.
Stolp je del 100 milijard USD vrednega projekta Hazarski otoki na 41 umetno zgrajenih otokih s površino 3000 hektarov.